# Język dari
Język dari (pers. ‏دری‎, wymowa w IPA: d̪ɐˈɾiː) – język z grupy irańskiej języków indoeuropejskich. Zazwyczaj nazwa ta uważana jest za termin polityczny, określający różne dialekty języka perskiego używanego w Afganistanie. Obok paszto jest jednym z dwóch języków urzędowych Afganistanu. Tę pozycję w państwie afgańskim zagwarantowała mu ustawa zasadnicza z roku 1964. Doprowadziło to do sporu o nazewnictwo między rodzimymi użytkownikami perskiego w Afganistanie, którzy uznają swój język po prostu jako perski (farsi فارسی).
Status obydwu języków urzędowych Afganistanu był i jest różny: w odróżnieniu od paszto, dari był językiem dworu, kultury, literatury, a także miasta i rzemiosła.
Dari jest najczęściej używanym językiem w Afganistanie i językiem ojczystym około 40–45% populacji. Do tego pełni rolę lingua franca Afganistanu i jest rozumiany nawet przez 78% populacji. Farsi i dari są wzajemnie zrozumiałe, przy czym wykazują drobne różnice na płaszczyźnie słownictwa, gramatyki i fonologii.
Podobnie jak farsi i język tadżycki, dari jest kontynuacją języka pahlawi, oficjalnego języka religijnego i literackiego Imperium Sasanidów (224–651 n.e.), który sam jest kontynuacją języka staroperskiego, języka Achemenidów (550– 330 p.n.e.). W użyciu historycznym dari odnosi się do środkowoperskiego języka dworskiego Sasanidów.
W Polsce wydano kilka podręczników języka dari.